# Zobowiązanie wymagalne
Zobowiązanie wymagalne – bezsporne zobowiązanie, którego termin płatności minął, a które nie zostało przedawnione lub umorzone.